# Tierra de nadie (UCV)
La Tierra de nadie es la denominación de un espacio público que consiste en una serie de áreas verdes dentro de los terrenos de la Ciudad Universitaria de Caracas donde funciona la Universidad Central de Venezuela, en la parroquia San Pedro, del Municipio Libertador al oeste de la ciudad de Caracas y al norte de Venezuela.
Recibe este nombre por constituir un espacio que no pertenece a ninguna de las facultades que la rodean, sino más bien es un espacio compartido por toda la comunidad universitaria. Entre los espacios que bordean a la tierra de nadie se encuentran la Plaza del Rectorado de la UCV, el edificio del Aula Magna, la Biblioteca Central de la UCV, el comedor de la UCV y diversas facultades (Ingeniería, Humanidades, Ciencias económicas y sociales entre otras).
En el área se hallan diversos monumentos, plantas y sendas y en sus alrededores esculturas y murales de la autoría de Oswaldo Vigas complementan el conjunto, siempre referenciados en su ubicación con respecto a la "Tierra de Nadie". Es uno de los centros de reunión más reconocidos dentro de la Universidad.